# فلات

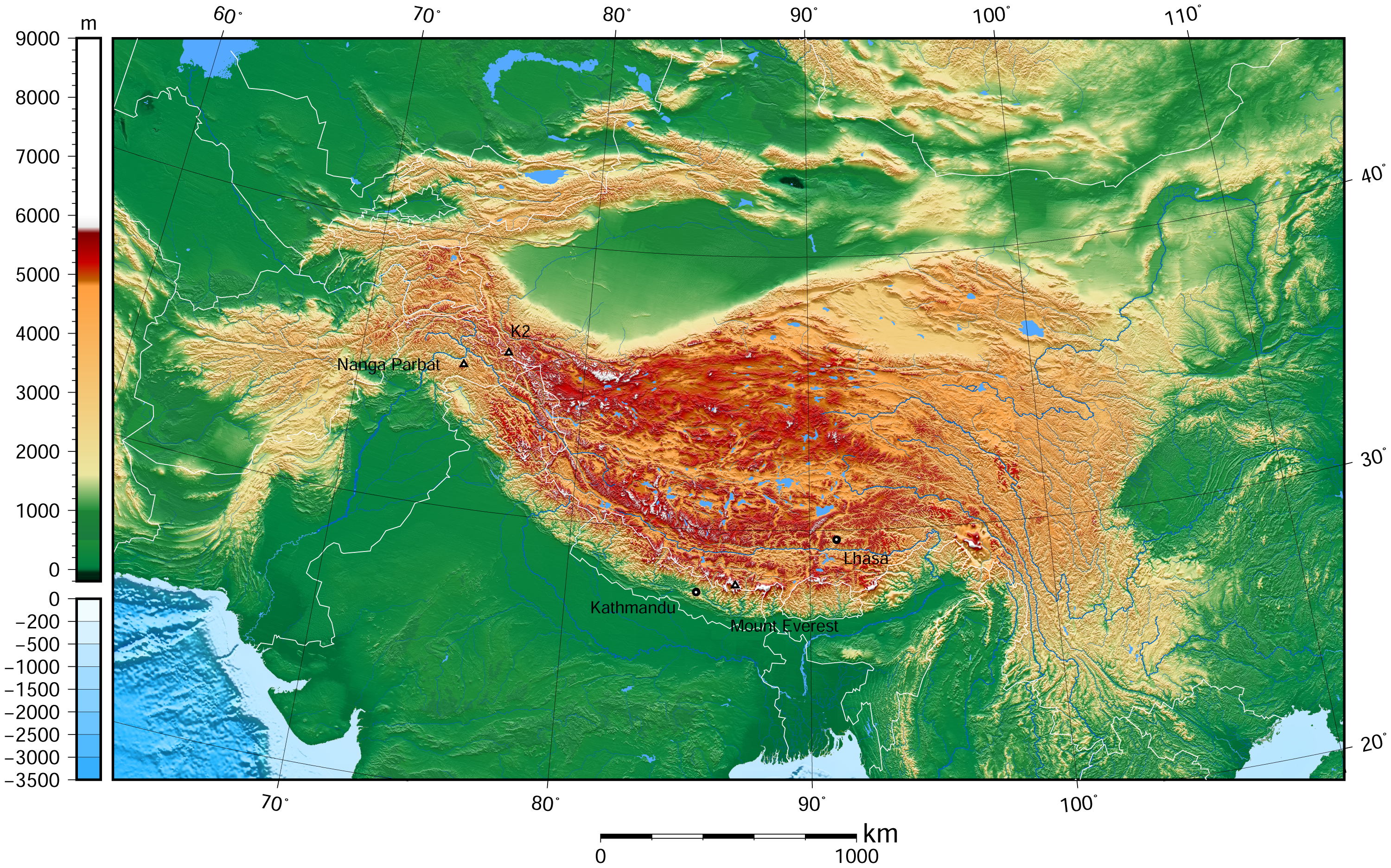
تصویری توپوگرافیک از فلات تبت که بلندترین فلات جهان می باشد

فَلات یا پهنه در زمین‌شناسی و دانش‌های زمین به جایی کوهستانی می‌گویند که همواره دارای زمینی تخت و پهن باشد.
فلات آتشفشانی فلاتیست که از تکاپوی آتشفشانی ساخته‌شده‌باشد.
گسترده‌ترین و بلندترین فلات جهان فلات تبت نام دارد. این فلات از برخورد صفحات زمین‌ساختی هندو-استرالیایی و اوراسیایی ساخته شده‌است.در آسیا فلات هایی چون آناتولی، ایران، تبت و مغولستان وجود دارد.
فلات نارنجی کوهستانی

## تاثیر فلات بر جغرافیای انسانی

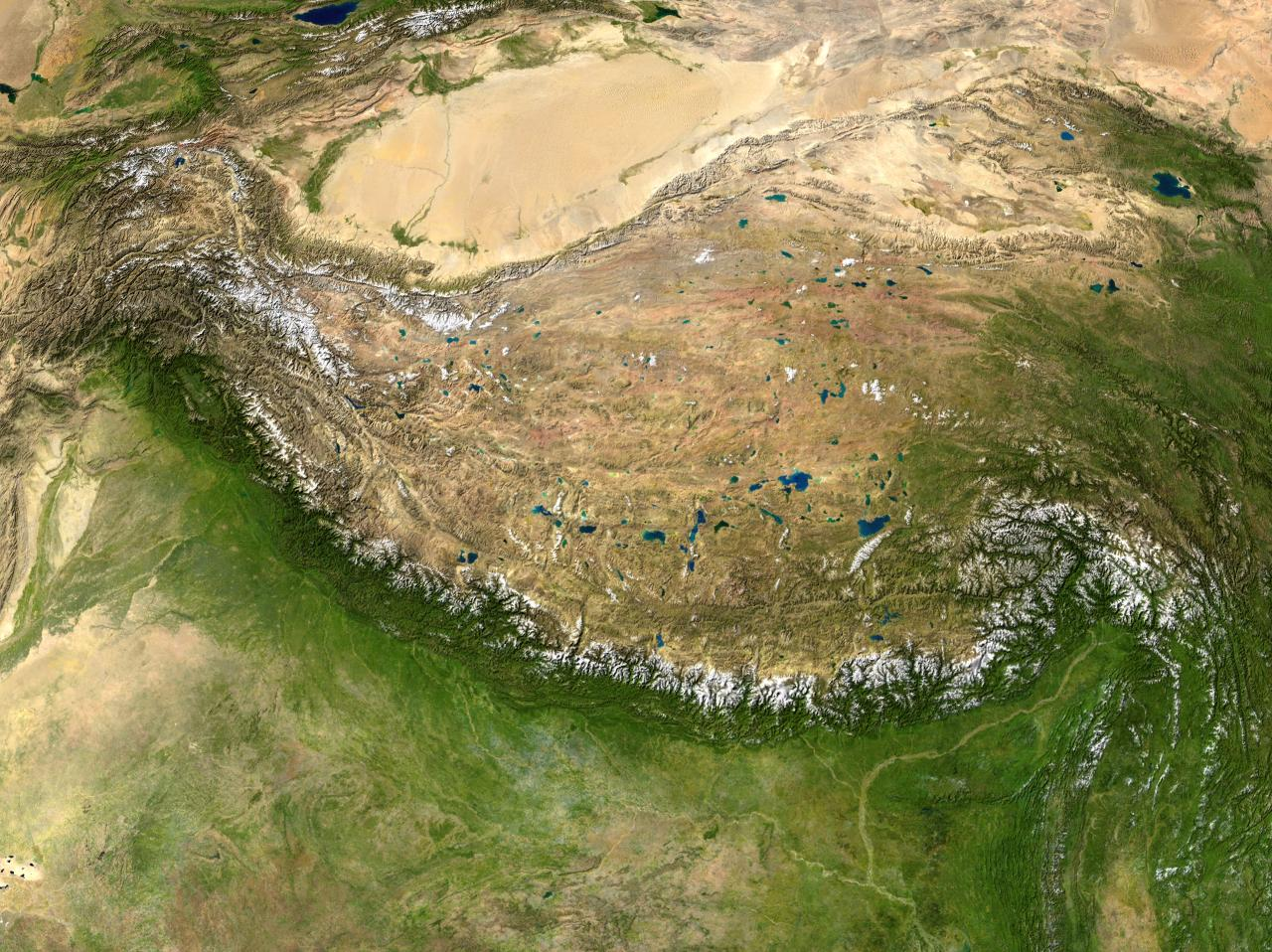
تصویری ماهواره ای از فلات تبت که عامل اصلی تشکیل سایه باران بیابان تکله‌مکان در شمال آن است. در طول تاریخ این منطقه به دلیل آب و هوای غیر قابل سکونتش عمدتا خالی از سکنه انسانی بوده ولی در سال های اخیر به دلیل کشف منابع طبیعی عمده ای همچون نیکل مورد توجه دولت کمونیستی چین است.

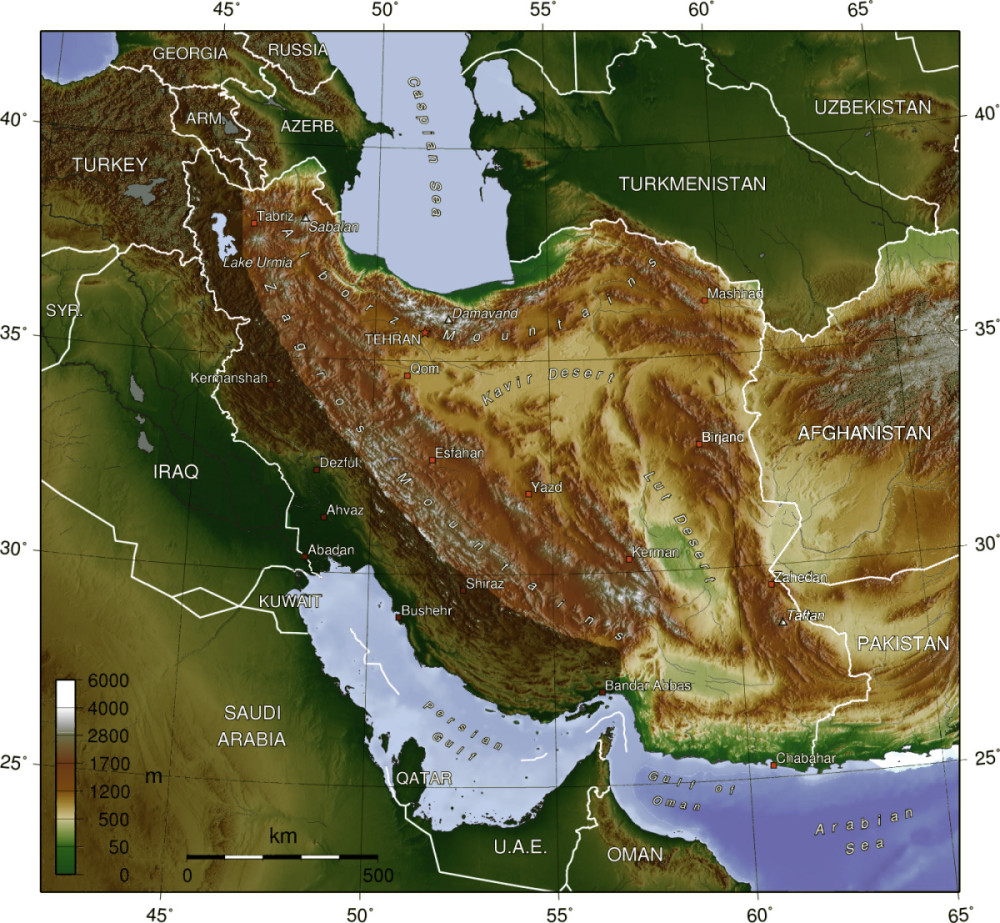
تصویری توپوگرافیک از فلات ایران که یکی از مهمترین عوامل تاثیر گذار بر جغرافیای انسانی ایران بزرگ و منطقه بوده است.